# 泰来草属
泰来草属，舊稱泰來藻屬，是水鳖科下的一个属，为海生、沉水草本植物。该属仅有分布于印度洋和西太平洋的泰來草（Thalassia hemprichii），以及熱帶西大西洋的龜裂泰來草（Thalassia testudinum）兩個物種。